# Palmeirópolis
Palmeirópolis är en kommun i Brasilien.   Den ligger i delstaten Tocantins, i den centrala delen av landet, 300 km norr om huvudstaden Brasília. Antalet invånare är 7 342.
Omgivningarna runt Palmeirópolis är huvudsakligen savann. Runt Palmeirópolis är det mycket glesbefolkat, med 3 invånare per kvadratkilometer.